# Albertonykus borealis
Albertonykus borealis Longrich & Currie, 2008 è un dinosauro del Cretaceo superiore appartenente alla famiglia degli alvarezsauridi.
I resti fossili sono stati scoperti nel 2002 nell'Alberta (Canada) e sono stati descritti nel 2008 da Nicholas Longrich e Philip Currie. Si suppone che l'animale si cibasse di insetti usando gli arti anteriori per scavare nella terra per trovarli.